# Ž
Ž (gemenform: ž) är den 30:e bokstaven i det Serbiska, bosniska och kroatiska alfabetet, den 31:a bokstaven i det tjeckiska, den 19:e bokstaven i det estniska, den 33:e bokstaven i det lettiska, den 32:a bokstaven i det litauiska, den 46:e bokstaven i det slovakiska, den 25:e bokstaven i det slovenska, den 29:e bokstaven i det nordsamiska alfabetet samt den 13:e bokstaven i det turkmeniska alfabetet. Förutom i estniska och turkmeniska är den sista bokstaven i respektive alfabet. Den består av ett Z med en hake. Den uttalas (IPA) /ʒ/ i alla de uppräknade alfabeten utom i turkmenska och nordsamiska, där den uttalas  (IPA) /ʤ/. I estniska används den främst för lånord. Bokstaven förekommer även i finska, där den liksom i estniskan främst används för lånord. I karelskan och i vepsiskan används den dock flitigt. 

## Datoranvändning
I Windows med svenskt tangentbord får man versalt Ž genom att hålla nere den vänstra ALT-tangenten samtidigt som man skriver 0142 med siffertangenterna. För gement ž skriver man 0158. Koderna är tecknens kodpunkter i decimalform i Windows-1252, som i intervallet 128–159 inte motsvarar ISO 8859-1. I en del andra system används koder enligt Unicode på motsvarande sätt. Vid webbpublicering bör Unicode (eller någon ISO 8859-variant som innehåller tecknen) användas. I Unicode har tecknen kodpunkterna U+017D respektive U+017E (decimalt: 381 och 382)